# 布伦丹·福斯特
布伦丹·福斯特（英語：Brendan Foster，1948年1月12日—），英国男子田径运动员。他曾代表英国参加1972年、1976年和1980年夏季奥林匹克运动会田径比赛，其中1976年奥运会获得一枚铜牌。